# Újezd u Tišnova
Újezd u Tišnova (en allemand : Aujest) est une commune du district de Brno-Campagne, dans la région de Moravie-du-Sud, en Tchéquie. Sa population s'élevait à 135 habitants en 2020.

## Géographie
Újezd u Tišnova se trouve à 8 km à l'ouest-nord-ouest de Tišnov, à 28 km au nord-ouest de Brno et à 158 km au sud-est de Prague.
La commune est limitée par Tišnovská Nová Ves au nord, par Horní Loučky et Dolní Loučky à l'est, par Kuřimské Jestřabí au sud, et par Řikonín et Žďárec à l'ouest.

## Histoire
La première mention écrite de la localité remonte à 1334.